# Великі Водениці
Великі Водениці (словен. Velike Vodenice) — поселення в общині Костанєвиця-на-Кркі, Споднєпосавський регіон, Словенія. Висота над рівнем моря: 380,6 м.